# إتش إل. دي سيلفا
إتش إل. دي سيلفا هو محامي ودبلوماسي سريلانكي، ولد في 28 يناير 1928 في سريلانكا في الإمبراطورية الهولندية، وتوفي في 7 أبريل 2009.